# Sagas
Sagas – drugi studyjny album niemieckiej grupy Equilibrium. Wydany 27 czerwca 2008 przez Nuclear Blast.

## Lista utworów
1. "Prolog auf Erden" – 03:39
2. "Wurzelbert" – 04:59
3. "Blut im Auge" – 04:45
4. "Unbesiegt" – 06:19
5. "Verrat" – 06:05
6. "Snüffel" – 05:45
7. "Heimwärts" – 02:34
8. "Heiderauche" (instrumentalny) – 02:31
9. "Die Weide und der Fluß" – 07:21
10. "Des Sängers Fluch" – 08:05
11. "Ruf in den Wind" – 04:54
12. "Dämmerung" – 05:55
13. "Mana" (instrumentalny) – 16:23

## Muzycy
- Helge Stang – wokal
- René Berthiaume – gitara elektryczna
- Andreas Völkl – gitara elektryczna
- Sandra Völkl – gitara basowa
- Manuel DiCamillo – perkusja

## Artyści gościnni
- Kurt Angerpower – gitara
- Ulrich Herkenhoff – fletnia Pana
- Muki Seiler – akordeon
- Agnes Malich – skrzypce
- Toni González – wokal (wraz z zespołem Karlahan)
- Gaby Koss – wokal
- Jörg Sieber – fotografie